# Evensen-Nunatak
Der Evensen-Nunatak ist eine etwa 160 m hohe Insel vor der Ostküste Grahamlands auf der Antarktischen Halbinsel, die auch als Nunatak beschrieben wurde. Sie liegt 4 km nordwestlich der Jasoninsel in der Gruppe der Robbeninseln.
Kartiert wurde die Insel 1947 vom Falkland Islands Dependencies Survey, der sie nach Karl Julius Evensen (1851–1937) benannte, Kapitän des Walfängers Hertha bei der Walfangexpedition (1893–1894) Carl Anton Larsens.